# Maruja Pibernat
Maruja Pibernat fue una actriz argentina de cine y teatro.

## Biografía

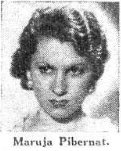
Maruja Pibernat en 1933.

Hija del eximio director de orquesta y concertista Carlos Pibernat, hermana de la también actriz Mercedes Pibernat y sobrina del actor Joaquín Pibernat, empezó su carrera fílmica con los comienzos del cine sonoro cuando, en la década de 1930 junto a Luis Sandrini, trasladó a la pantalla grande el sainete criollo. Su momento de apogeo fue durante la década de 1970 y 1980 cuando filmó junto a directores como Adolfo Aristarain que empezó a hacer una cine más comprometido con la realidad política y social como fue la dictadura de 1976 y la concluyó durante el primer período del cine en democracia. También trabajó en el teatro e intervino en cortos publicitarios. 
y elsegún el sitio del cine nacional.
En teatro integró la Compañía Cómica del Teatro Nacional Cervantes junto a Samuel Sanda, Mercedes Pibernat, Carlos Rosingana, Griselda Rullán, Leonor Lima, Alba Estrella Vidal, Pilar Padín, Amalia Pacheco, Noemí Basualdo Herrero, María Isabel Dux, Jorge Larrea, José del Vecchio, Mario M. Roca, Ricardo Quinteros, Enrique Guevara, Luciano Cardier y Eneas Sperandelo. Con esta compañía llevó a cabo obras como Eclipse de sol de Enrique García Velloso, El vuelo de la cigüeña, y Airiños da miña terra de Alberto Novión.

## Filmografía
- Riachuelo (1934)
- La hora de María y el pájaro de oro (1975)
- La noche de los lápices (1986)
- El año del conejo (1987)

## Teatro
- Eclipse de sol
- El vuelo de la cigüeña
- Airiños da miña terra